# Vapniarka
Vapniarka (ukrainien : Вапнярка) est une commune urbaine de l'oblast de Vinnytsia, en Ukraine. Elle compte 7 316 habitants en 2021.